# アンバサ・ブン・スハイム・カルビー
アンバサ・ブン・スハイム・カルビー（アラビア語: عنبسة بن سحيم الكلبي, ラテン文字転写: ‘Anbasa b. Suḥaym al-Kalbī; ? - 726年没）は、ウマイヤ朝のアンダルス総督（ワリー）の一人。西暦721年から726年までワリーの地位にあった。

## 生涯
ニスバが示す所属部族「カルブ家」（Banū Kalb; バヌー・カルブ）は、アラビア半島のクダア部族に属する有力支族で、特にムアーウィヤとヤズィード父子の時代にはウマイヤ家と深くつながり、大きな権力を得た。
大西洋から中央アジアまで広大な範囲に版図が広がったカリフ・スライマーン（在位715-717年）の時代から、ウマイヤ朝は、地方政府が徴収し、ダマスクスの帝国中枢に貢納する税金と、地方政府の取り分の配分をめぐって、カリフと地方政府のアラブ部族民との間に生じる軋轢が大きな課題となった。スライマーン、ウマル2世、ヤズィード2世はそれぞれ、個人的な忠臣を地方に派遣して税を中央に送金させた。
ウマル2世が720年2月に死去すると、ヤズィード2世はすぐに総督人事を入れ替えた。カイラワーンのイフリーキーヤ総督にはサキーフ家のイブン・アビー・ムスリムを任命し、アンダルス総督にはカルブ家のアンバサ・ブン・スハイムを任命した。イブン・アビー・ムスリムが非ムスリムのみならず非アラブのムスリムにも人頭税ジズヤを課そうとしたところ、ムスリムとなったベルベル人たちの怒りを買い、暗殺された事件（720年）はタバリーが詳しく伝えるところである。
アンバサ・ブン・スハイムもアンダルスから厳しい税の取立てを行い、地税ハラージュの総額を倍増させた。彼の増税の命令の遂行率は、アラブ人が在地領主を介して間接支配していたイベリア半島の大部分では低い一方で、セプティマニアなどアラブ人が直接支配する土地では高かった:81。
この頃、中東では724年にヤズィード2世が死去しヒシャーム・イブン・アブドゥルマリクがウマイヤ朝の新カリフとなったが、これをめぐり内紛が勃発していた。カリフの命によりアンバサは非ムスリムに対する増税を行ったが、725年にエジプトで大きな反乱が発生すると、重税の対象は非アラブ人に広がった:82。この厳しい収奪は、一方で、アンダルスにおける支配を固め中央からの自立を強めることにもなった。
強圧的な支配に対してアンダルス各地で不満が高まり、不服従や反乱が散発的に発生した。アストゥリアスの山地に立てこもった元西ゴート貴族ペラーヨは、この地域の制圧と徴税を試みたウマイヤ軍を撃退し、反乱勢力を糾合していった。722年にペラーヨがウマイヤ軍を奇襲して破ったコバドンガの戦いでは、キリスト教徒側の極めて神話的な記録によれば、ウマイヤ軍は大損害を被ったという。ただイスラーム側の年代記者はこの戦いを単なる小競り合いとして、強い関心を示していない:184。同時代のキリスト教徒による唯一の史料であるモサラベ年代記は、ヒスパニアで起きた数多くの事件を書き残しているにもかかわらず、コバドンガの戦いには言及していない。このことから、コバドンガの戦いは後のキリスト教徒によるレコンキスタの端緒として誇張されていったものであると考えられている。

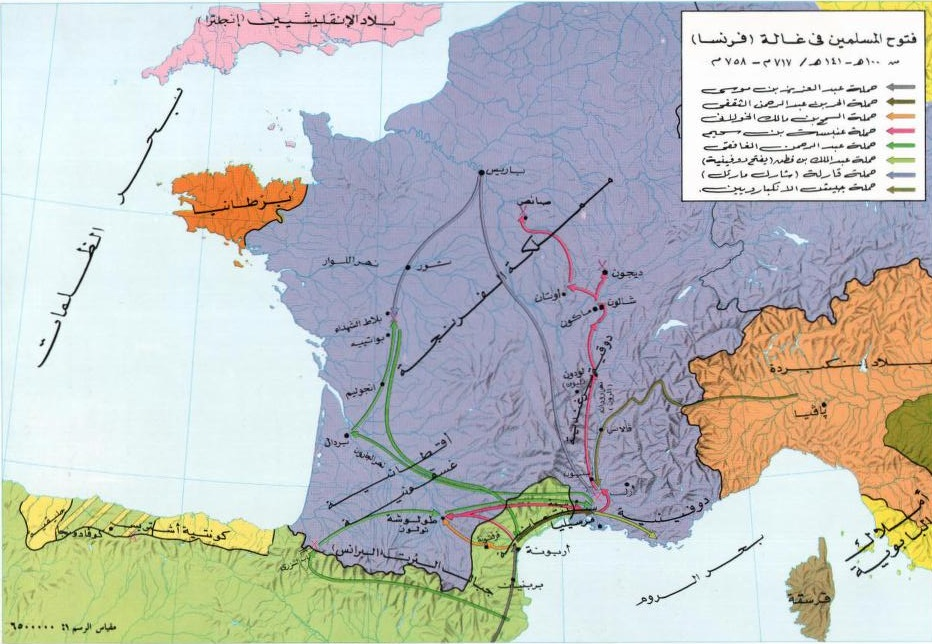
アンバサの進路（ピンク）

アンバサはサムフの方針を引き継ぎ、何度かピレネー山脈以北セプティマニアへの遠征をおこなった。724/5年には西ゴート人都市カルカソンヌを占領し、ニームを抵抗を受けずに獲得した:87。さらにアンバサはフランク王国下のブルグンディアに侵攻しオータンにまで達したが、この遠征中の726年に陣没した:83。フランク王国内では多くの難民がアクィタニアやプロヴァンスに流れこんだ:213。遠征軍はアンバサに後継者として指名されアンダルスのワリーとなったウズラ・ブン・アブドゥッラー・フィフリーの指揮下で撤退した。その後彼にとって代わってワリーとなったヤフヤー・ブン・サラーマ・カルビーは、アンバサの重税や財産没収による圧政を非難し、否定した。